# Elephantomyia dikopos
Elephantomyia dikopos är en tvåvingeart som beskrevs av Alexander 1974. Elephantomyia dikopos ingår i släktet Elephantomyia och familjen småharkrankar.
Artens utbredningsområde är Nigeria. Inga underarter finns listade i Catalogue of Life.